# 13197 Pontecorvo
13197 Pontecorvo è un asteroide della fascia principale. Scoperto nel 1997, presenta un'orbita caratterizzata da un semiasse maggiore pari a 2,3896812 UA e da un'eccentricità di 0,1688705, inclinata di 2,54071° rispetto all'eclittica.